# Gud er ikke stor
Gud er ikke stor – hvordan religion forpester alt (originaltitel: God is not Great: How Religion Poisons Everything) er en stærkt religionskritisk bog af den engelsk-amerikanske forfatter og journalist Christopher Hitchens. Bogen udkom i dansk oversættelse i november 2007. Den engelske udgave, som udkom i maj 2007, nåede en topplacering på New York Times bestsellerliste allerede efter tre uger.
I bogen argumenteres for, at religion er "voldelig, irrationel, intolerant, nært forbundet med racisme, stammementalitet, snæversyn og uvidenhed; fjendtlig mod den frie tanke, betragter kvinder med afsky og tvangsindlægger børn". Da det endvidere er mennesket, der har skabt Gud (og ikke omvendt), er det op til os at tage ansvar for den vold, undertrykkelse og diskrimination, der udøves i religionernes navn. Hitchens argumenterer for en oplyst ateisme, hvor tro må erstattes med viden og irrationelle følelser med fornuft, hvis religionerne ikke fortsat skal skabe splid, undertrykkelse og krig. Religion er nemlig – ifølge forfatteren – den største trussel i det 21. århundrede.
Argumenterne i bogen underbygges af personlige historier, anekdoter og kritisk analyse af religiøse tekster. Omend de abrahamitiske religioner primært står for skud, tages også andre store religioner som fx hinduisme og buddhisme under kritisk behandling.
Kritikken af religion falder inden for fire hovedområder:
- Religion giver en falsk beskrivelse af menneskets opståen og vores kosmos
- Religion fordrer en urimelig undertrykkelse af menneskets natur
- Religion forleder mennesker til at begå vold og udvise blind lydighed over for autoriteter
- Religion er fjendtligt indstillet over for videnskab og fri forskning

| Citat | Det gør ikke det hele lettere, at den Almægtige synes at have en tilbøjelighed til kun at åbenbare sig for uoplyste og kvasihistoriske personer i Mellemøstens mest uvejsomme områder, der gennem generationer har været hjemsted for afgudsdyrkelse og overtro, og hvor det i mange tilfælde allerede i forvejen flød med eksisterende profetier. - Citat fra bogen | Citat |
|       | |       |